# TGV V150
V150 (Vitesse 150 — Швидкість 150 (м/с)) — дослідний електропоїзд із серії TGV, створений спеціально для встановлення рекорду швидкості. Рекорд швидкості для звичайних (з колесами) рейкових поїздів V150 встановив 3 квітня 2007 року, коли на ще не відкритій магістралі LGV Est між Страсбургом і Парижем розігнався до швидкості 574,8 км/год (159,7 м/с), тим самим побивши рекорд 1990 року.

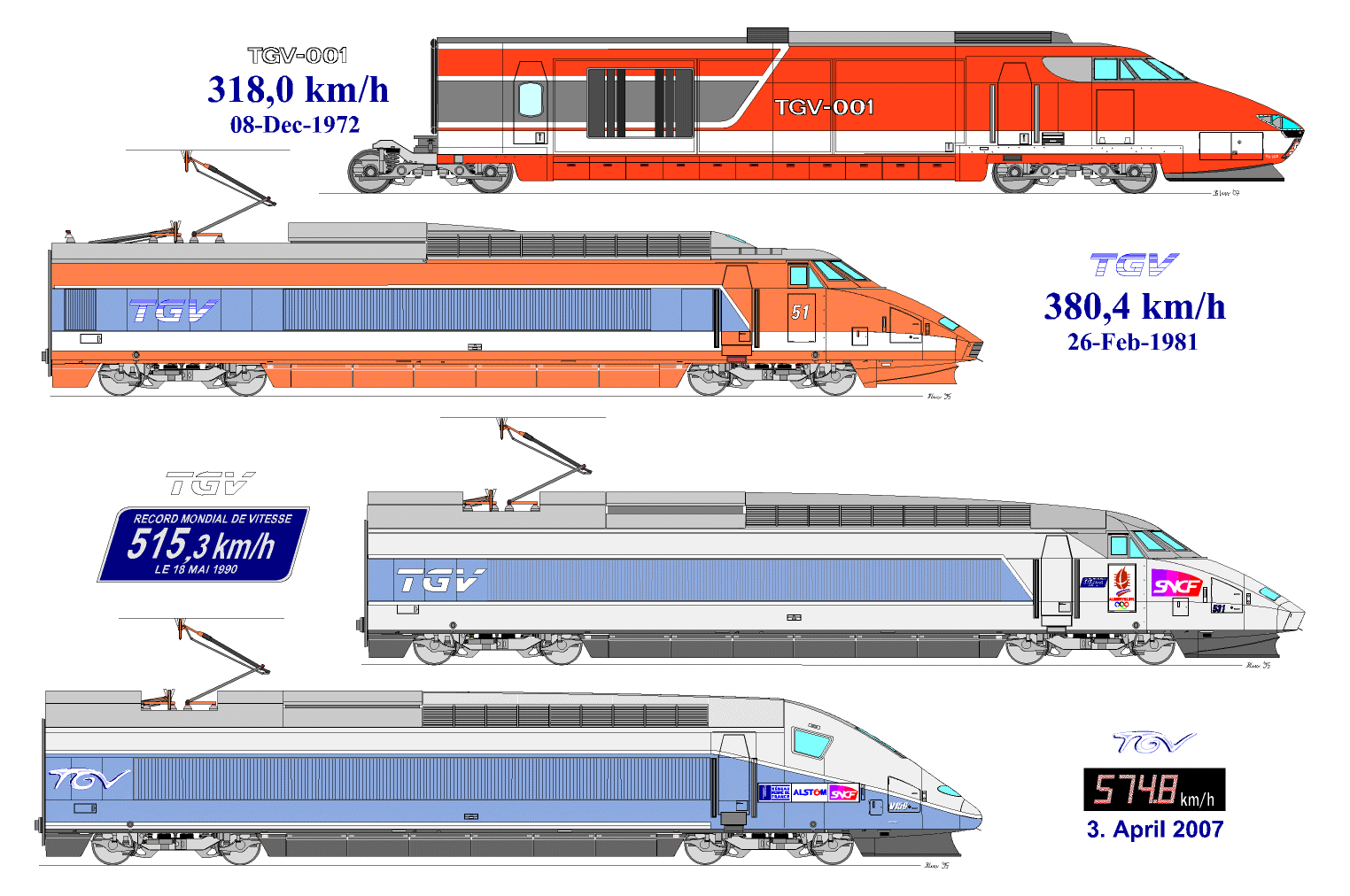
Рекорди швидкості TGV

Електропоїзд був сформований з двох головних моторних вагонів від TGV POS № 4402, який модернізували, і трьох проміжних вагонів від TGV Duplex. Моторні вагони були обладнані більш потужними тяговими електродвигунами, через що вихідна потужність електропоїзда зросла з 9,3 МВт до 19,6 МВт, колеса були замінені на нові з більшим діаметром (1020 мм, замість 920 мм), а для зниження повітряного опору проміжки між вагонами були закриті. Також напругу в контактній мережі було піднято з 25 кВ до 31 кВ, а в електропоїзді було розміщено понад 600 різних датчиків. На початку 2007 року на лінії проводилися дослідні поїздки, в ході яких 13 лютого був встановлений неофіційний рекорд 554,3 км/год, а 3 квітня при великій кількості журналістів і кореспондентів поїзд розігнали до швидкості 574,8 км/год, тим самим офіційно встановивши новий світовий рекорд швидкості для рейкових поїздів.

## Факти
- Машиніст Ерік Пьезак, що вів цей електропоїзд, пізніше зізнався, що йому дозволили розігнатися до швидкості не більше 570±5 км/год.
- Зовнішня трансляція поїздки велася з літака Aérospatiale Corvette.